# Доманы
Доманы́ (бел. Даманы) — деревня в составе Черневского сельсовета Дрибинского района Могилёвской области Республики Беларусь.

## Население
- 1999 год — 136 человек
- 2010 год — 66 человек